# Земљораднички закон
Земљораднички закон је назив за српски средњовековни рукопис из 14. века, састављен током владавине краља Милутина, који је ушао у састав Душанове кодификације. Регулише спорове из аграрне проблематике.

## Земљораднички закон

### Рукопис
Српски средњовековни превод Земљорадничког закона објавио је 1955. године Ђорђе Радојичић под насловом „Српски рукопис земљорадничког закона“. Рукопис има укупно пет листова, односно десет страница (1 лист је изгубљен) и налази се на самом почетку једног зборника који се чува у манастиру Хиландару под бројем 466. Текст је искрзан и оштећен влагом. За писање је коришћен папир са воденим знацима „маказе“ и „три брда“. Писан је полууставом 15. века, српске редакције, мешани рашко-ресавски правопис. Искрзаност и влага оштетили су текст 13 чланова, па и сам наслов закона. Закон садржи укупно 71 члан. Нумерација у српском преводу не поклапа се са нумерацијом грчког оригинала коју је приредио Ешбернер јер је два пута дошло до спајања два члана у један те се стиче да српски превод има два члана мање, иако су свих 73 чланова преведени. Радојчић је користио грчки оригинал, затим средњовековни превод на руски језик као и савремене преводе грчког оригинала на енглески и руски језик.
Старосрпски превод Земљорадничког законика заузима првих 5 од 357 листова хиландарског „Зборника правних и догматских полемичких састава“. На шестом листу почиње текст Светосавског канона. У рукопису нису саопштени ни година ни место настанка што отежава датирање рукописа. Међутим, Радојчић је, захваљујући воденим жиговима „маказе“ и „три брда“ констатовао да је рукопис настао између 1426. и 1432. године када су ови жигови коришћени. У прилог томе сведочи и сама садржина рукописа у коме су казне за кривична дела изражене у динарима, а не у фолисима као у грчком оригиналу. Фолис је коришћен у Византијском царству од рановизантијског периода, а динар је циркулисао у средњовековној Србији све до 1459. године. Дакле, текст је настао почетком друге четвртине 15. века, можда пар година после 1432. године када су постојали повољни услови и потреба за превођењем или преписивањем Земљорадничког закона.

### Период
У историографији се усталило мишљење да је Земљораднички закон донет у доба цара Душана. Соловјев је доказао да је он важио и пре његовог времена, тачније од 1299. године тј. од женидбе Милутина са Симонидом. О примени члана 1. могу се пронаћи и докази. Он гласи: „Земљораднику који обрађује земљу приличи да буде праведан и да не преорава бразде суседа“. Сваки грешник кажњаван је, по хришћанском учењу, на Страшном суду. Он се у Земљорадничком закону назива „отимач бразди“. На композицији „Страшног суда“ у цркви Богородице Љевишке из 1307. године приказано је кажњавање једног „отимача бразди“. Љевишка је живописана између 1307. и 1313. године што значи да је већ тада примењиван Земљораднички закон. Сцена са грешником приказана је и у манастиру Грачаница који је живописан до 1320/1. године. Дакле, примена Земљорадничког закона вероватно је дошла са византизацијом Србије по склапању мира 1299. године.

### Превод
О преводу и преводиоцу Земљорадничког законика писао је Ђорђе Трифуновић. Преводилац је добро схватао грчки језик, а вероватно због аграрне материје има доста речи из народног језика (димотики језик — грчки народни језик). Одговарајуће речи димотики језика преводилац је замењивао речима у српском језику које их најближе описују. Већ је поменута промена фолиса у динаре. Грчка реч „о акроатаи“ преведена је као „стариници“, а „мортитес“ у „наполичари“.